# تايرون بروكس
تايرون بروكس (بالإنجليزية: Tyrone Brooks)‏ هو سياسي أمريكي، ولد في 10 أكتوبر 1945 في الولايات المتحدة. حزبياً، نشط في الحزب الديمقراطي. وقد انتخب عضو مجلس نواب جورجيا.